# Wereldkampioenschappen synchroonzwemmen 1991
De wereldkampioenschappen synchroonzwemmen 1991 werden van 3 tot en met 13 januari 1991 gehouden in Perth, Australië. Het toernooi was onderdeel van de wereldkampioenschappen zwemsporten 1991.

## Medailles
| Onderdeel | Goud | Goud    | Zilver | Zilver  | Brons | Brons   |
| Vrouwen   | Vrouwen | Vrouwen | Vrouwen | Vrouwen | Vrouwen | Vrouwen |
| --------- | --- | ------- | --- | ------- | --- | ------- |
| Solo      | Sylvie Fréchette Canada | 201,013 | Kristen Babb-Sprague Verenigde Staten                                                                                   | 196,314 | Mikako Kotani Japan | 195,110 |
| Duet      | Karen Josephson Sarah Josephson Verenigde Staten | 199,762 | Mikako Kotani Aki Takayama Japan                                                                                        | 194,307 | Lisa Alexander Kathy Glen Canada                                                                                       | 192,649 |
| Team      | Verenigde Staten Kristen Babb-Sprague Becky Dyroen Karen Josephson Sarah Josephson Jill Savery Nathalie Schneyder Heather Simmons Michelle Svitenko | 196,144 | Canada Lisa Alexander Karen Clark Charlene Davies Karen Fonteyne Kathy Glen Heather Johnston Christine Larsen Cari Read | 193,259 | Japan Hisako Aoishi Mina Enkaku Kiyoko Ishibashi Ikuko Kato Fumiko Okuno Aki Takayama Yumi Wakabayashi Chiaki Yamamura | 189,753 |

### Medaillespiegel
| Plaats | Land             | Goud | Zilver | Brons | Totaal |
| 1      | Verenigde Staten | 2    | 1      | 0     | 3      |
| 2      | Canada           | 1    | 1      | 1     | 3      |
| 3      | Japan            | 0    | 1      | 2     | 3      |
| Totaal | Totaal           | 3    | 3      | 3     | 9      |